# Super Meat Boy
Super Meat Boy je americká videohra vytvořená nezávislým herním studiem Team Meat v roce 2010. Hru naprogramoval Tommy Refenes a navrhl Edmund McMillen. Jedná se o plošinovku, ve které hráč ovládá krychlovitou postavu Meat Boye s cílem projít jednotlivými úrovněmi až na konec, kde se Meat Boy setká se svou přítelkyní Bandage Girl, aby ji zachránil před hlavním antagonistou hry Dr. Fetusem. V úrovních na hráče čeká množství překážek ve formě bodáků, ozubených kol, injekčních stříkaček, soli, lávy a dalších nástrah. Hudbu vytvářel herní skladatel Danny Baranowsky. Vývoj hry začal v lednu 2009.

## Gameplay
Úkolem hráče je dostat hlavní postavu na konec úrovně, aby zachránil svou přítelkyni Bandage Girl. Hráč může využívat základní ovládání, které je jednoduché na pochopení, ale právě načasování a přesnost činí hru náročnou. Meat Boye lze ovládat pomocí základních herních mechanik, kterými jsou pohyb vpravo/vlevo, skok a sprint. Tyto mechaniky se různě využívají podle prostředí, ve kterém se Meat Boy v daný moment nachází. Na zemi funguje pohyb standardně: Meat Boy se pohybuje doprava/doleva nebo může vyskočit. Pokud však Meat Boy vyskočí na vertikální plochu (například zeď), může se pomocí pohybu vpravo/vlevo od zdi odlepit nebo na ní setrvat, a skok funguje jako odraz od zdi. Pokud je Meat Boy ve vzduchu a není v kontaktu s žádnou plochou, pohyb vpravo/vlevo ho koriguje v prostoru a skok nemá žádné využití. Mechanika sprint na zemi zvyšuje rychlost pohybu, při skocích a odrazech zvětšuje doskok a při volném pohybu ve vzduchu rovněž zvyšuje rychlost. Kombinací těchto mechanik může Meat Boy překonávat překážky, šplhat po stěnách, skákat z jedné zdi na druhou a další.

## Herní postavy
Kromě základních postav, jako jsou Meat Boy, Bandage Girl nebo Dr. Fetus, lze odemykat i speciální herní postavy. Díky sběru náplastí (sběratelských předmětů), které jsou rozmístěny v různých úrovních kapitol, a často se nachází na hůře dostupných místech, může hráč tyto speciální postavy odemykat. Tyto postavy mohou mít jinou mechaniku pohybu než Meat Boy, jako například dvojitý skok, levitaci v prostoru a další. Postavy lze získat také dokončením speciálních úrovní, tzv. Warp zón, kde hráč ovládá přímo specifickou postavu a musí pomocí nových mechanik úroveň dokončit. Tyto nově získané postavy pak může hráč využívat i v běžných úrovních hry, kde mohou pomoci k dosažení hůře dostupných náplastí nebo k rychlejšímu dokončení úrovně.

## Kapitoly a úrovně
Ve hře je celkem 6 základních kapitol: The Forest, The Hospital, The Salt Factory, Hell, Rapture, The End a bonusová kapitola The Cotton Alley. Každá z kapitol (kromě The End) obsahuje 20 základních úrovní a jednu finální Boss úroveň. Hráč musí úspěšně dokončit minimálně 17 základních úrovní v kapitole, aby odemkl finální úroveň s bossem, po jejímž dokončení získává přístup do další kapitoly. Pokud hráč splní úroveň na známku A+ (dosažením času stanoveného vývojáři), může ji dokončit také v režimu Dark World. Úrovně Dark World mají podobný design, ale s větším množstvím nástrah a jsou zpravidla obtížnější. Celkově hra nabízí přes 300 různých úrovní.

## Komunita
Díky specifickému charakteru hry a možnosti dokončovat úrovně v časovém limitu vznikla kolem hry komunita hráčů, kteří se snaží hru zdolat co nejrychleji. Tito hráči hledají různé mezery v designu, využívají mechanik speciálních postav nebo chyb ve hře, aby dosáhli co nejlepšího výsledku. Aktuálním držitelem rekordu je finský hráč s přezdívkou Matte, který dokončil hru v kategorii „Any%“ (pokoření finálního bosse v kapitole The End bez nutnosti splnění všech předchozích úrovní) v čase 17 minut 27,267 sekund. Hráči mají možnost vytvářet vlastní úrovně a sdílet je s ostatními. Díky preciznímu ovládání, mechanikám, level designu a soundtracku získala hra různá ocenění a je i po více než dekádě známa i mezi novějšími tituly.